# Liste der Monuments historiques in Saint-Martin-d’Ablois
Die Liste der Monuments historiques in Saint-Martin-d’Ablois führt die Monuments historiques in der französischen Gemeinde Saint-Martin-d’Ablois auf.

## Liste der Objekte
| Bezeichnung               | Beschreibung          | Standort                       | Kennzeichnung | Schutzstatus | Datum | Bild |
| ------------------------- | --------------------- | ------------------------------ | ------------- | ------------ | ----- | ---- |
| Skulptur Madonna mit Kind | Holz, 16. Jahrhundert | in der Kirche St-Martin (Lage) | PM51000990    | Classé       | 1908  |      |